# Anatoli Roshchin
Anatoli Roshchin (Riazan, Unión Soviética, 10 de marzo de 1932-San Petersburgo, 5 de enero de 2016) fue un deportista soviético especialista en lucha grecorromana donde llegó a ser campeón olímpico en Múnich 1972.

## Carrera deportiva
En los Juegos Olímpicos de 1964 celebrados en Tokio ganó la medalla de plata en lucha grecorromana estilo peso pesado, tras el luchador húngaro István Kozma (oro) y por delante del alemán Wilfried Dietrich (bronce). Cuatro años después, en las Olimpiadas de México 1968 volvió a ganar la plata en la misma modalidad. Y en las de Múnich 1972 ganó la medalla de oro en la categoría de más de 100 kg.